# Iglesia de Santa María la Mayor (Gioia del Colle)
La iglesia de Santa Maria Maggiore es la iglesia parroquial de Gioia del Colle, en la ciudad metropolitana de Bari y archidiócesis de Bari-Bitonto, y, forma parte del VIII vicariato.

## Historia
El primer lugar de culto de Gioia, dedicado a San Marcos, fue construido, según las reconstrucciones del arcipreste Paolo Catucci (siglo XVIII), en el año 506.
En el siglo XI se construyó una nueva iglesia a instancias del Conde Riccardo Siniscalco; se trataba de un edificio de tres naves dedicado a San Pedro y dotado de dos campanarios.
En 1764 este lugar de culto, que se encontraba en muy mal estado y luego destruido por un incendio, fue demolido, considerando además que era insuficiente para satisfacer las necesidades de los fieles, y se iniciaron las obras de construcción de la nueva iglesia parroquial barroca. inmediatamente, diseñado por Pasquale Margoleo. El evento sísmico de 1857 provocó diversos daños a la estructura, que luego fueron remediados con una operación de restauración concluida al año siguiente; la fachada se completó en 1893.
El 23 de febrero de 1942 el campanario se derrumbó y, al caer, destruyó también el brazo derecho del crucero; este último fue reconstruido en 1949, mientras que la torre fue reconstruida en 1965.
La adaptación litúrgica según las normas posconciliares se realizó en 1970, y luego se perfeccionó en 2010.

## Descripción
La fachada barroca a dos aguas de la iglesia, orientada al oeste, está dividida por un marco de hileras de cuerdas en dos registros, ambos marcados por cuatro pilastras, el inferior presenta el portal de entrada flanqueado centralmente por las estatuas de San Filippo Neri y la Virgen con el Niño colocadas en dos hornacinas, mientras que el superior, embellecido por la coronación mixtilínea, se caracteriza por una gran ventana bilobulada.  Adosado a la iglesia parroquial se encuentra el campanario de forma cuadrada, dividido en varios registros mediante armazones de hileras, la celda tiene una única ventana de lanceta a cada lado y está cubierta por una pequeña cúpula que descansa sobre el tambor.

### Interno
El interior del edificio consta de una sola nave, presidida por los brazos del crucero y las capillas laterales, introducidas por arcos de medio punto, y cuyos muros están jalonados por pilastras, que descansan sobre altos plintos y sostienen el entablamento moldurado y saliente sobre el que se asienta el se establecen bóvedas, al fondo del salón se encuentra el presbiterio, elevado por unos escalones y cerrado por el ábside, en el que se ubica el coro de madera. Aquí se conservan varias obras valiosas, entre ellas el retablo con el tema de San Francesco da Paola en gloria, realizado en 1821 por Saverio Calò, el lienzo con la Virgen del Carmine con el Niño, creado en 1797 por Paolo Lanari, y los frescos que representan escenas de la vida de María.